# Phare de Doubling Point
Le phare de Doubling Point (en anglais : Doubling Point Light) est un phare actif situé à Doubling Point (ceb), sur la rivière Kennebec à Arrowsic dans le Comté de Sagadahoc (État du Maine).
Il est inscrit au Registre national des lieux historiques depuis le 21 janvier 1988 .

## Histoire
Il a été créé en 1898, quinze ans après la fondation du Chantier naval Bath Iron Works à 2,4 km en amont de la rivière. La ville de Bath, située en amont, avait été un important port de construction navale pendant la majeure partie du XIXe siècle, et le fleuve était une voie de transport majeure jusqu’à Augusta. En 1892, la United States Lighthouse Board identifia le besoin d'améliorer les aides à la navigation et une série d'améliorations furent autorisées. Cela faisait partie d'une modernisation majeure des feux de la rivière - le feu de Doubling Point et les phares d'alignement de Doubling Point, le phare de Perkins Island et le phare de Squirrel Point, ont tous été construits en même temps.
Le phare de Doubling Point est situé sur la partie inférieure de la rivière Kennebec, à un point où la rivière qui coule normalement vers le sud effectue un virage serré vers l'est, suivi d'un retournement vers le sud. La lumière est allumée au coin intérieur du premier de ces virages, du côté ouest de l'île Arrowsic, à peu près en face de l'embouchure du ruisseau Winnegance. Le phare comprend une tour, une maison de gardien en bois, un hangar (1898) et un bâtiment en brique à carburant 1906).
La tour ne se trouvait pas initialement à son emplacement actuel, où elle a été déplacée en 1899, et la maison du gardien a été déplacée plus près de la tour en 1901. Le phare était équipé à l'origine par une lentille de Fresnel de cinquième ordre. Celle-ci est exposée au Maine Lighthouse Museum à Rockland. Il a été automatisé en 1988.

## Description
Le phare  est une tour octogonale en bois, avec une galerie et une lanterne de 7 m de haut, montée sur une fondation en granit. Il est relié à la rive par une passerelle. La tour est non peinte et la lanterne est noire. Il émet, à une hauteur focale de 7 m, un éclat blanc de 0.4 seconde par période de 4 secondes. Sa portée est de 9 milles nautiques (environ 17 km).

## Caractéristiques dufeu maritime
Fréquence : 4 secondes (W)
- Lumière : 0.4 seconde
- Obscurité : 3.6 secondes

Identifiant : ARLHS : USA-234 ; USCG : 1-6145 - Amirauté : J0166 .
|                |
| Doubling Point |

|          |
| Le phare |

### Lien connexe
- Liste des phares du Maine